# Топали, Етмир
Етмир Топали (алб. Jetmir Topalli; род. 7 февраля 1998, Качаник) — косовский футболист, нападающий турецкого клуба «Пендикспор» и национальной сборной Косово.

## Клубная карьера
13 июня 2018 года Етмир Топали подписал двухлетний контракт с клубом косовской Суперлиги «Балкани». 25 августа того же года он дебютировал в национальном чемпионате, выйдя в стартовом составе в домашнем матче с «Лапи», закончившемся разгромом его команды со счётом 0:3.
13 июня 2019 Топали на правах краткосрочной аренды присоединился к косовскому клубу «Фероникели», за который выступал только в рамках еврокубков. Спустя 12 дней он был включён в заявку клуба на полуфинал предварительного раунда Лиги чемпионов против гибралтарской команды «Линкольн Ред Импс». 28 июня 21-летний нападающий дебютировал в еврокубковых турнирах, выйдя на замену на 67-й минуте финала предварительного раунда против андоррской «Санта-Коломы».
13 августа 2020 года Топали подписал трёхлетний контракт с клубом турецкой Суперлиги «Ени Малатьяспор», получив в нём номер 98. Спустя месяц он дебютировал в главной турецкой лиге, заменив на 81-й минуте Умута Булута в гостевом поединке против «Фатиха Карагюмрюка», завершившемся разгромом его команды со счётом 0:3. 28 ноября того же года Топали забил свой первый гол в турецкой Суперлиге, сравняв счёт на пятой добавленной к основному времени гостевого матча с «Газиантепом».
31 августа 2021 года косовский нападающий заключение соглашение с клубом турецкой Первой лиги «Истанбулспором», рассчитанное на пять лет
30 августа 2023 Топали на правах аренды перешёл в другую команду Первой лиги «Манису», а в 2024 году — в «Пендикспор», также представителя второй по значимости лиги Турции.

## Карьера в сборной
24 декабря 2019 года Етмир Топали был вызван в сборную Косово для участия в товарищеском матче со Швецией. Он дебютировал за национальную команду в этом матче, заменив после перерыва Флямура Кастрати.